# 마이크로소프트 애저
마이크로소프트 애저(Microsoft Azure, 이전 이름: 윈도우 애저)는 2010년 시작된 마이크로소프트의 클라우드 컴퓨팅 플랫폼이다. 2011년 PaaS에 이어 2013년 IaaS 서비스를 시작하였다. 아마존 웹 서비스 등과 경쟁하고 있다.
애저는 2008년 10월 PDC(Professional Developers Conference)에서 "Project Red Dog"라는 코드명으로 처음 소개되었다. 2010년 2월에 윈도우 애저(Windows Azure)로 공식 출시되었으며 이후 2014년 3월 25일에 마이크로소프트 애저(Microsoft Azure)로 이름이 변경되었다.

## 서비스
마이크로소프트는 600개 이상의 애저 서비스를 나열하며, 그 중 일부는 다음과 같다:

### 컴퓨터 서비스 (컴퓨트)
- 가상 머신
- 앱 서비스
- 애저 웹사이트
- WebJobs

### 모바일 서비스
- Mobile Engagement
- HockeyApp

### 스토리지 서비스
- Storage Services
- Table Service
- Blob Service
- Queue Service
- File Service

### 데이터 관리
- Azure Search
- 도큐먼트DB
- Redis Cache
- StorSimple
- SQL 데이터베이스
- SQL 데이터 웨어하우스

### 메시징
- 이벤트 허브
- 큐
- 토픽
- 릴레이

### 미디어 서비스
인코딩, 콘텐츠 보호, 스트리밍 등에 사용되는 PaaS 서비스이다.

### CDN
오디오, 비디오, 애플리케이션, 이미지, 기타 정적 파일을 위한 글로벌 콘텐츠 전송 네트워크(CDN)이다.

### 개발자
- Application Insights
- Visual Studio Team Services

### 관리
- Azure Automation
- 마이크로소프트 SMA

### 기계 학습
- Microsoft Azure Machine Learning (Azure ML) 서비스

## 리전
애저는 2020년 5월 기준 전 세계에 걸쳐 58개의 이용 가능한 리전을 보유하고 있다.

## 주요 인물
- 데이비드 커틀러: 리드 개발자
- 마크 러시노비치: CTO

## 같이 보기
- 마이크로소프트 이매진